# Topolovka

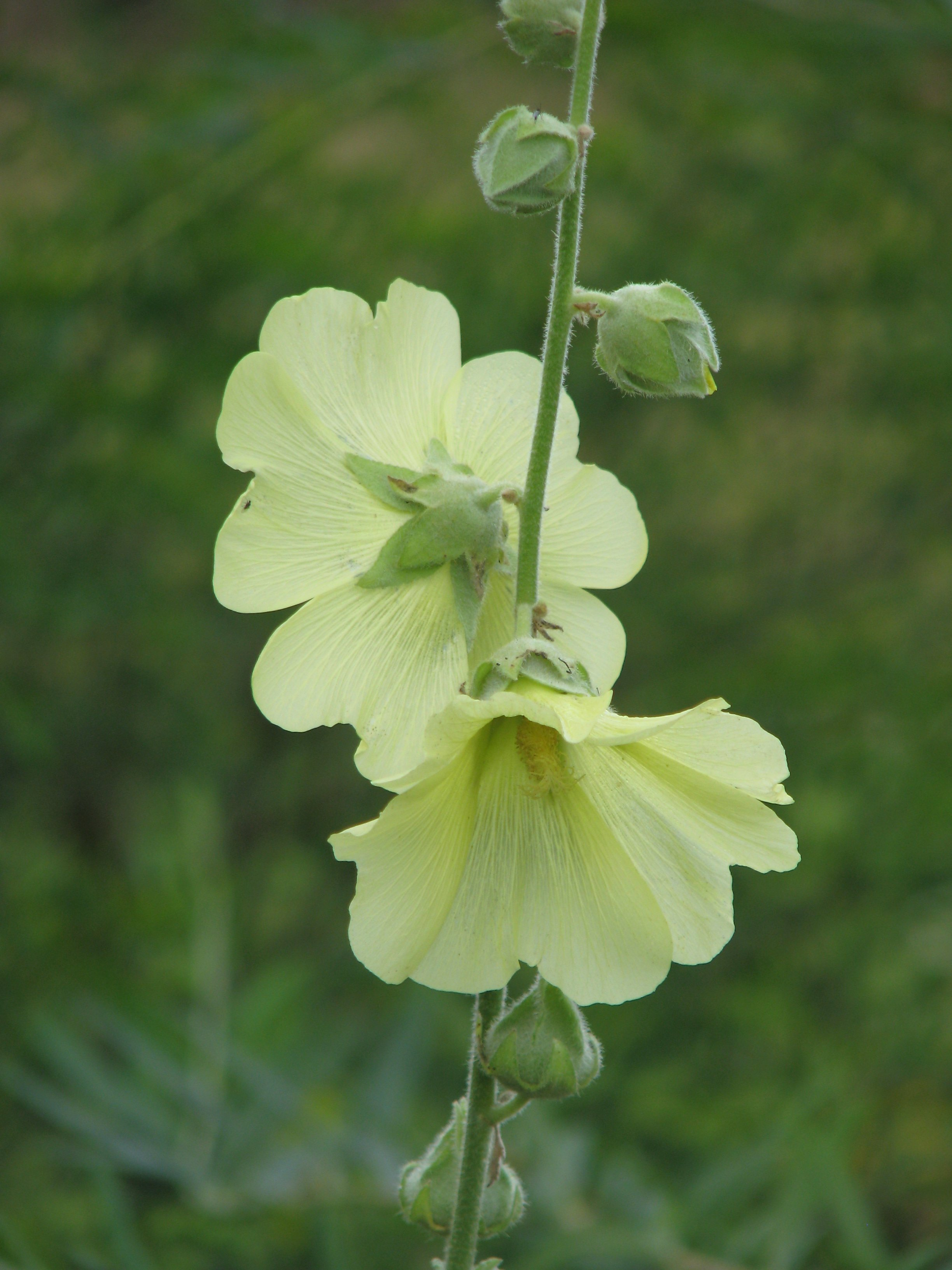
Topolovka vráskatá

Topolovka (Alcea) je rod rostlin z čeledi slézovité. Zahrnuje asi 60 druhů a je rozšířen od Středomoří po Střední Asii a Čínu. Nejvíce druhů roste v Íránu. Topolovky jsou vzpřímené, nevětvené byliny s nápadnými květy v koncovém květenství. V přírodě ČR roste volně jediný druh, topolovka bledá, který zasahuje na jižní Moravu. Mimo to se jako okrasná rostlina běžně pěstuje topolovka růžová, která navíc slouží i jako léčivka.

## Popis
Topolovky jsou jednoleté až vytrvalé, většinou vzpřímené a nevětvené byliny. Rostliny jsou často hustě chlupaté, odění se skládá z hvězdovitých chlupů, někdy promísených s dlouhými jednoduchými chlupy. Listy jsou jednoduché, dlouze řapíkaté, vejčité až téměř okrouhlé, mělce až hluboce dlanitě laločnaté. Na okraji jsou vroubkované nebo zubaté. Květy jsou zpravidla větší než 3 cm. Vyrůstají po jednom nebo po několika ve svazečcích v paždí listů a v horní části lodyhy tvoří koncový hrozen. Kalich je zakončen 5 laloky. Kalíšek je tvořen 5 až 7 na bázi srostlými lístky. Koruna může mít různé barvy, nejčastěji je bílá, purpurová nebo žlutá. Prašníky jsou žluté, nahloučené na vrcholu trubičky vzniklé srůstem tyčinek. Semeník obsahuje 15 až mnoho komůrek, v každé z nich je jediné vajíčko. Čnělek je stejný počet jako komůrek semeníku, na vrcholu nesou sbíhavou bliznu. Plody jsou poltivé, diskovité, rozpadající se na množství jednosemenných dílů. Každý díl obsahuje 2 komůrky, vrchní je sterilní. Semena jsou na povrchu hladká nebo bradavčitá.

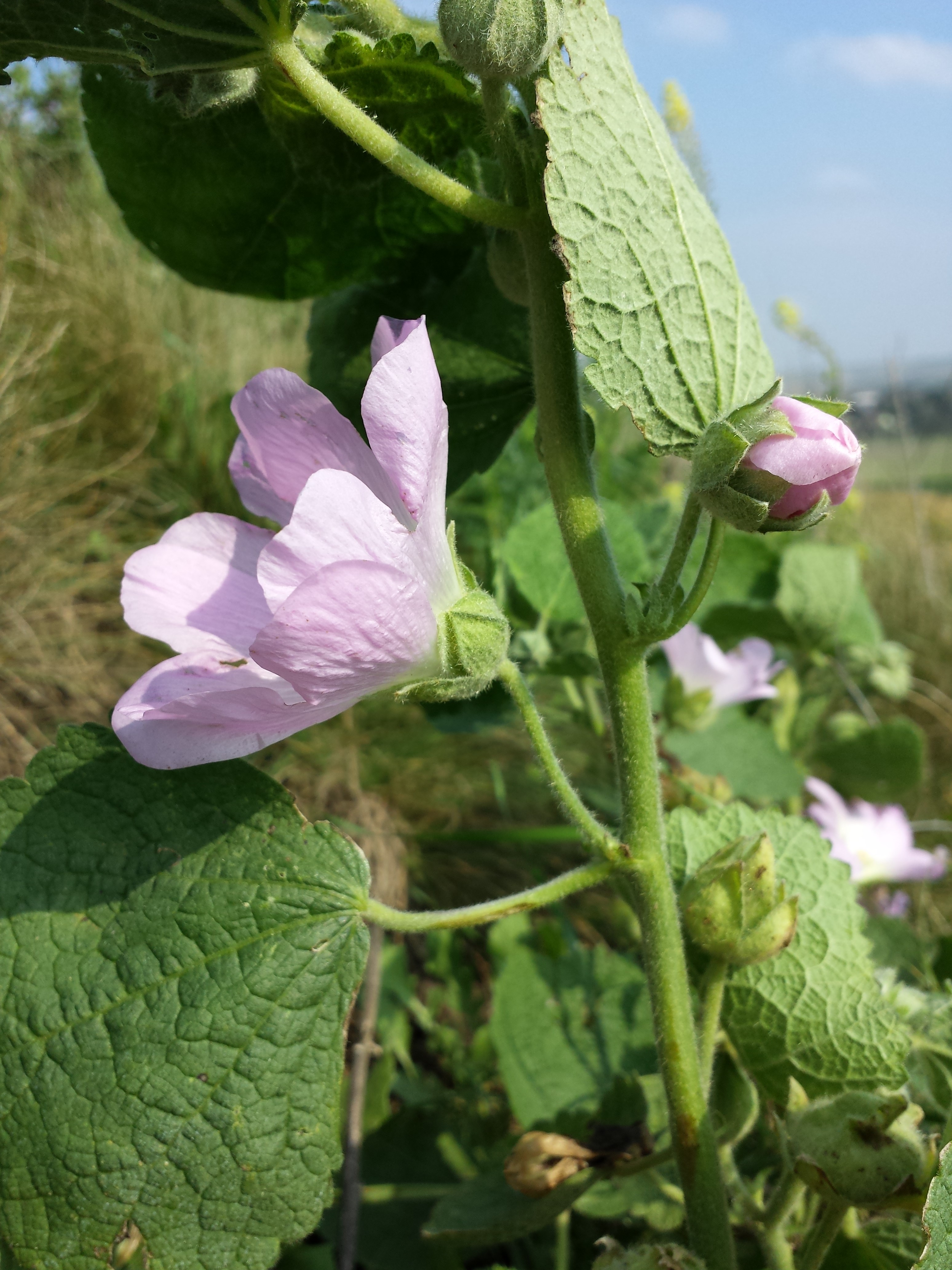
Kvetoucí topolovka bledá
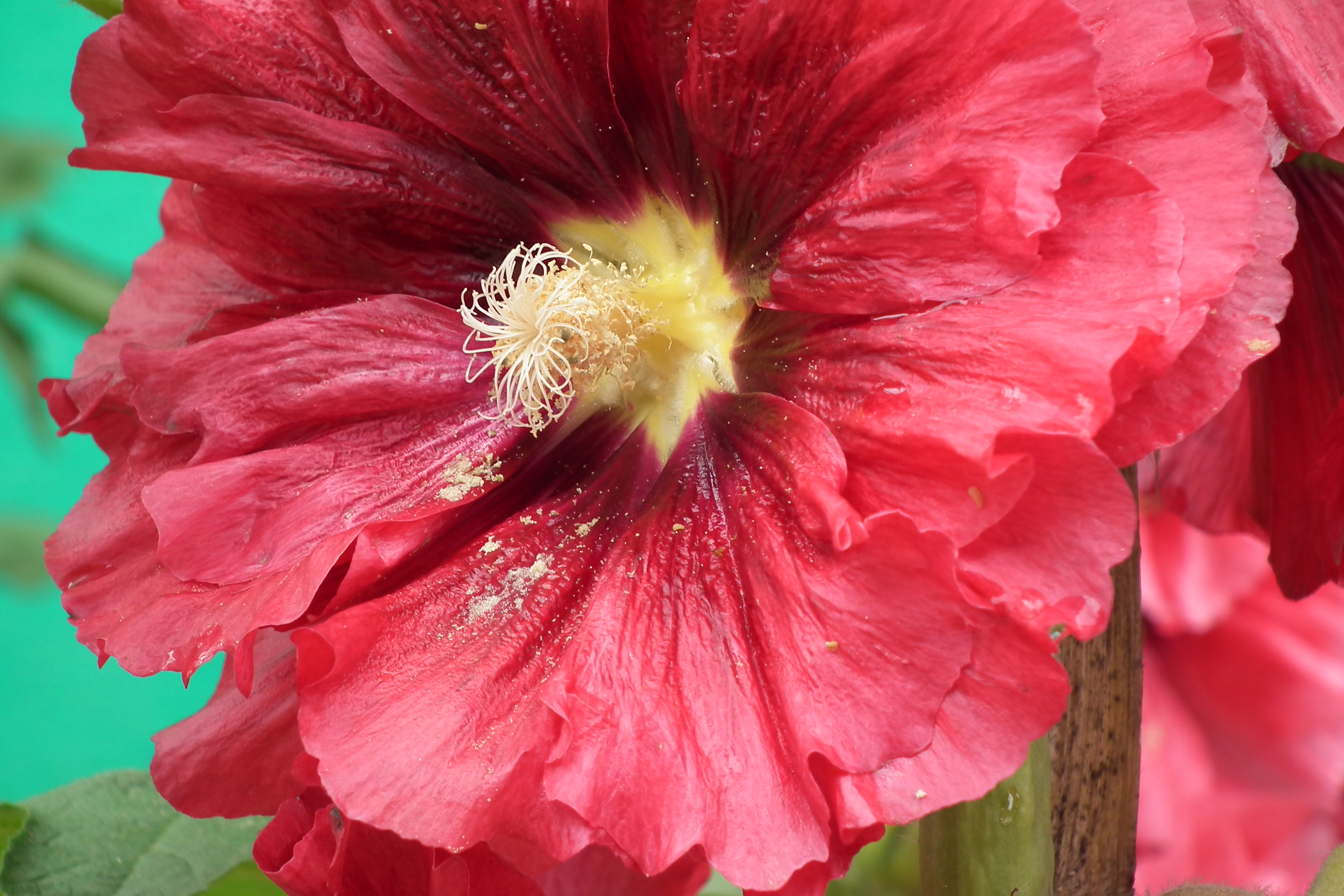
Detail středu květu topolovky
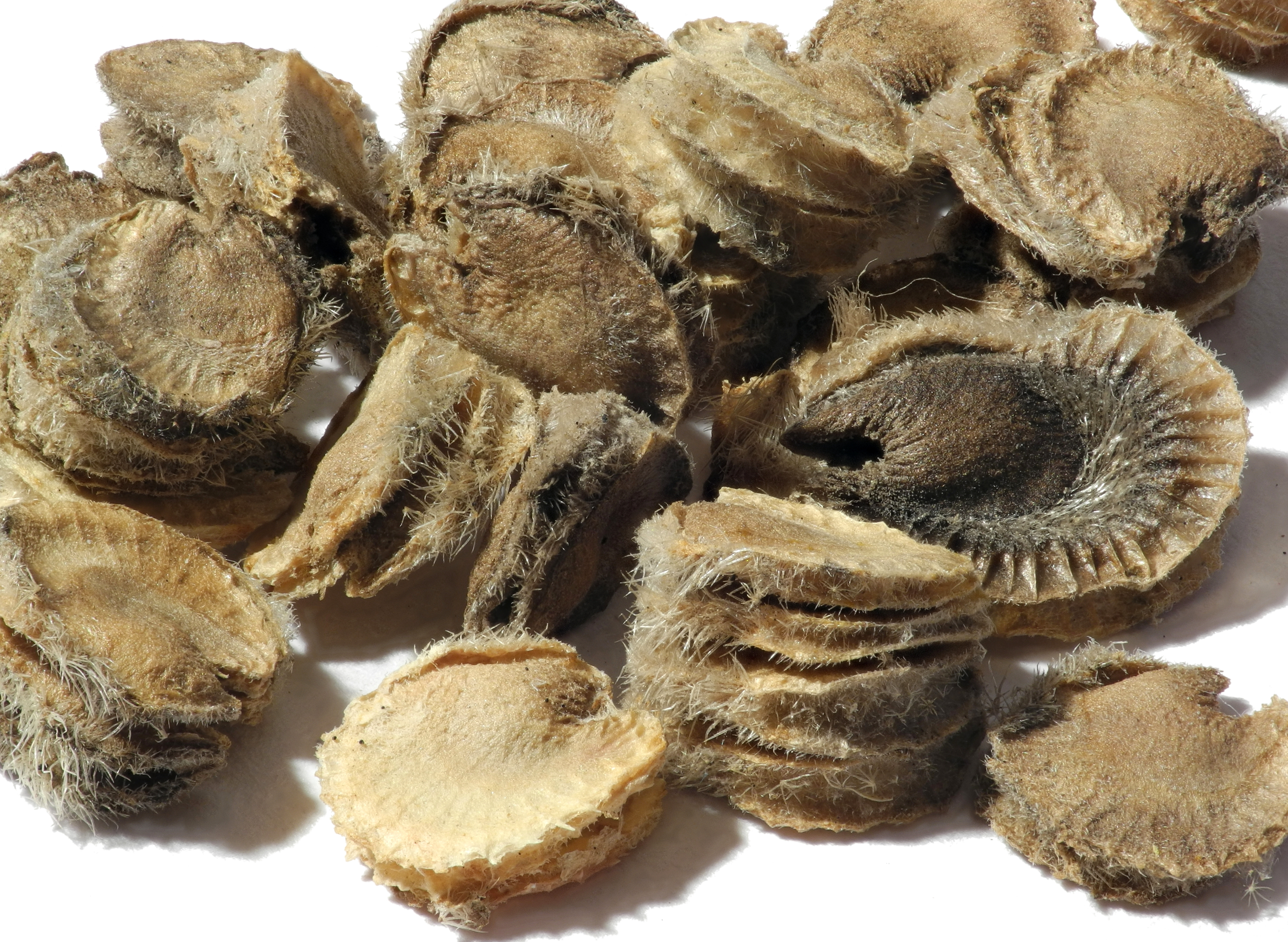
Rozpadlý plod topolovky růžové

## Rozšíření
Rod topolovka zahrnuje asi 60 druhů. Je rozšířen v oblasti od Středomoří po Střední Asii, okrajově zasahuje až do Číny. Nejvíce druhů roste v Íránu, dále v Rusku a Turecku.
V České republice se ve volné přírodě vyskytuje jediný druh, topolovka bledá, která zasahuje na jižní Moravu. Pěstovaná topolovka růžová občas zplaňuje v okolí sídel a zahrad a na rumištích. V květeně Evropy je rod zastoupen dalšími čtyřmi druhy. V jihovýchodním Středomoří roste A. heldreichii a A. setosa, v evropské části Turecka navíc A. lavateriflora, v Rusku topolovka vráskatá (A. rugosa).

## Zástupci
- topolovka bledá (Alcea pallida)
- topolovka růžová (Alcea rosea)
- topolovka vráskatá (Alcea rugosa)

## Význam

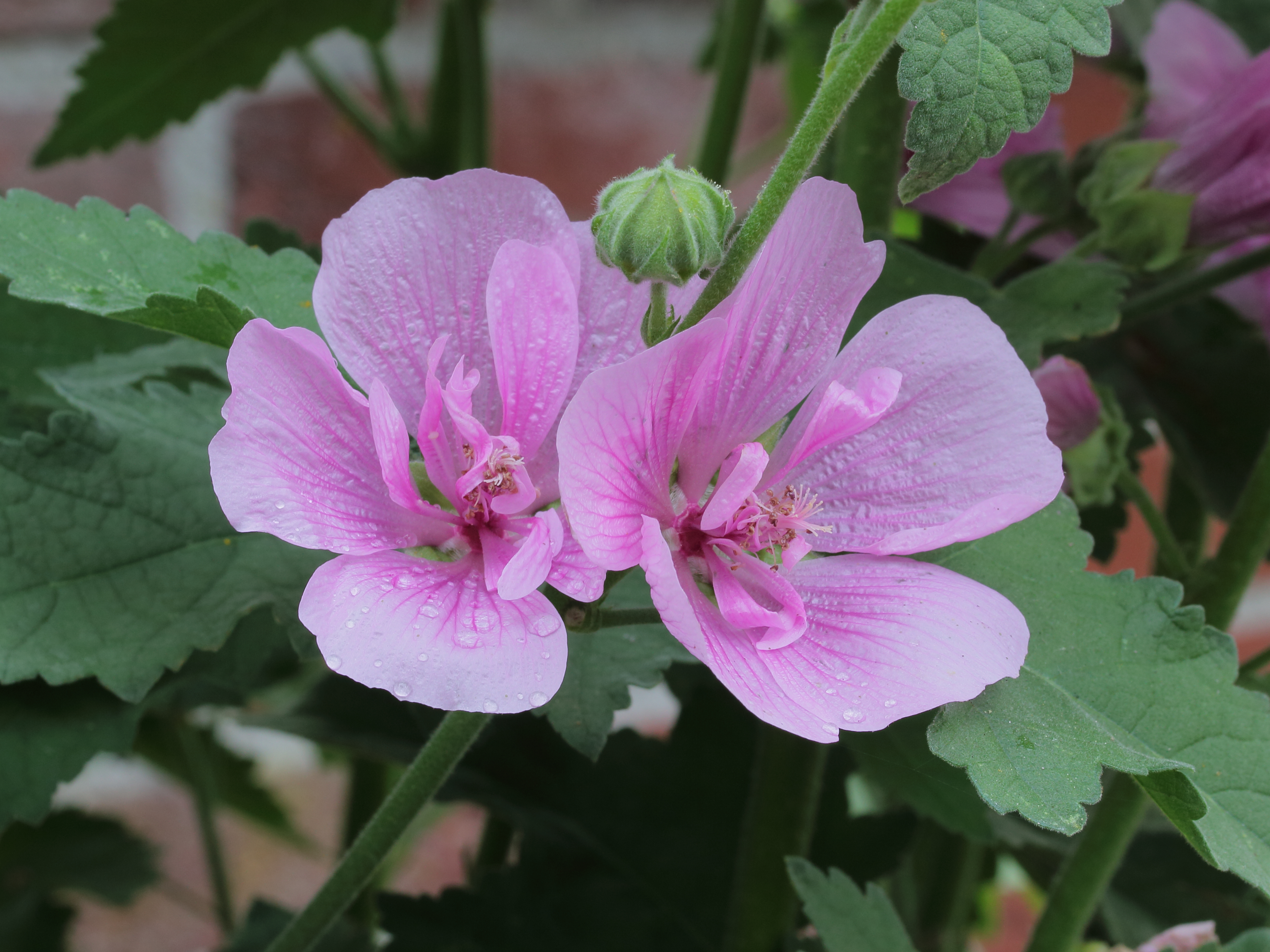
xAlcathaea suffrutescens ‘Park Rondell’

Topolovka růžová je běžně pěstována v rozličných kultivarech jako okrasná rostlina. Některé kultivary vznikly křížením topolovky růžové s některými dalšími druhy, jako je topolovka vráskatá (A. rugosa) nebo topolovka A. setosa. Topolovka růžová se řadí mezi léčivé rostliny. Sbírá se květ, a to zejména tmavokvětých forem.
Existuje též zahradní mezirodový kříženec topolovky růžové s proskurníkem lékařským (Althaea officinalis), který nese název xAlcathaea suffrutescens.